# Бхудеб Мукхопадхай
Бхудеб Мукхопадхай (*ভূদেব মুখোপাধ্যায়, 20 лютого 1825 — 15 травня 1894) — бенгальський письменник та педагог часів Британської Індії.

## Життєпис
Походив з бенгальської родини середнього статку. Його батько, Вішванат Мукхопадхай, зумів надати Бхудебу належну освіту. Спочатку той навчався у Санскритській школі, згодом вступив до Індуїстського коледжу в Калькуті, де затоваришував з відомим у майбутньому поетом Модхушудоном Дотто. Блискуче його закінчив, проте вирішив розпочати свою кар'єру у коледжі в Чанданнагарі, куди був зарахований вчителем у 1845 році. У 1848 році повертається до Калькути як викладач англійської мови.
Згодом у 1840—1860-х роках викладав у низці коледжів та шкіл Калькути. З 1864 року починає співпрацювати з газетами та журналами Бенгалії, сам намагається видавати журнал, присвячений питанням освіти. Того ж року поступає на службу до англійської адміністрації, де працю у Комісії з освіти. У 1882 році обирається членом Законодавчих зборів Бенгалії. У 1883 році подає у відставку. В подальшому займається виключно літературною діяльністю. Помер 15 травня 1894 року.

## Творчість
Був автором низки історичних романів про Бенгалію, Індію. Перший свій роман «Набабубіласа» написав у 1852 році мовою бенгалі. Згодом свої романи друкував у щотижневику «Освітний вісник Чучура».
Окрім того, писав численні статті, присвяченні питанням сім'ї, соціальним проблемам, індійським звичаям та традиціям. Писав свої статті також на мовах гінді та біхарі.